# 栃木県道104号小金井停車場線

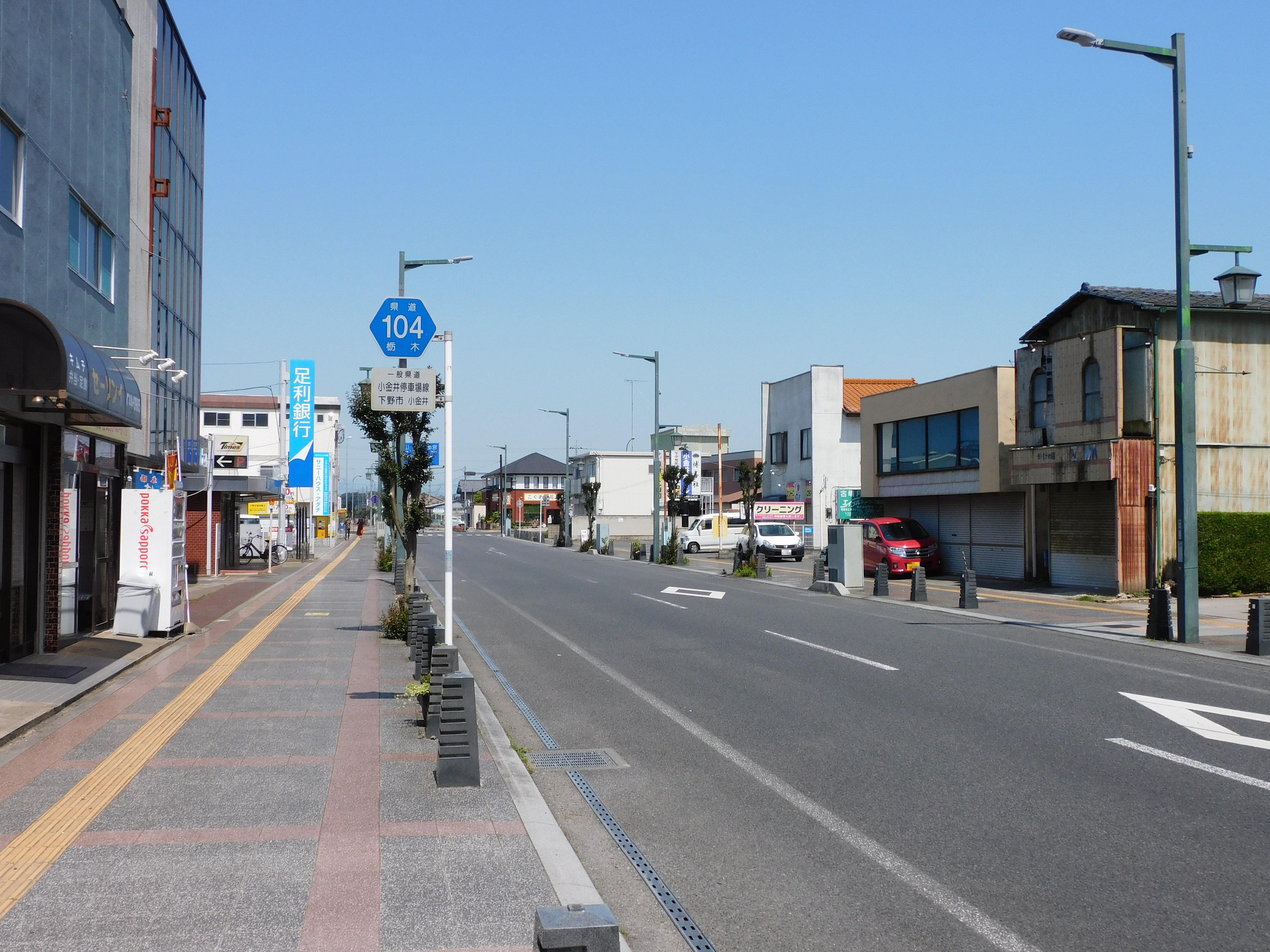
起点付近から終点方向を望む

栃木県道104号小金井停車場線（とちぎけんどう104ごう こがねいていしゃじょうせん）は、栃木県下野市に位置する一般県道である。

## 概要
国道4号とJR宇都宮線（東北線） 小金井駅西口を結ぶ道路である。旧国分寺町の旧市街地に程近く、沿線には商店が並ぶ。西口駅前バス停からは小山市コミュニティバス（おーばす）の羽川循環線が発着し、本路線を経由している。

## 路線データ
- 総延長：0.140km[1]
- 実延長：0.140km[1]
- 起点：栃木県下野市小金井（小金井停車場）
- 終点：栃木県下野市小金井（小金井駅前交差点＝国道4号交点）
- 認定：1961年（昭和36年）4月1日
- 指定最高速度：40 km/h[2]
  - 昼間12時間平均旅行速度：上り 14.0 km/h、下り 5.6km/h[2]
- 道路部幅員：17.10 m[2]
  - 車道幅員：6.80 m[2]
  - 歩道幅員：3.50 m（両側設置）[2]
- バス路線延長率：0%[2]

## 通過する自治体
- 栃木県
  - 下野市

## 歴史
- 1961年（昭和36年）4月1日 - 一般県道として認定。

## 交通量
24時間自動車類交通量（台/日）
- 下野市小金井3009：2,268台（2015年11月12日）[2]

## 沿線施設
小金井駅#駅周辺も参照のこと。
- JR宇都宮線 小金井駅
- 栃木県警察下野警察署 小金井駅前交番
- JAおやま国分寺支店（2024年1月閉鎖）
- 足利銀行小金井支店